# Шошкаколь
Шошкаколь (каз. Шошқакөл) — упразднённое село в Кармакшинском районе Кызылординской области Казахстана. Входило в состав Жосалинского сельского округа. Код КАТО — 434630900. Упразднено в 2018 г.

## Население
В 1999 году население села составляло 3 человека (2 мужчины и 1 женщина). По данным переписи 2009 года, в селе проживало 5 человек (4 мужчины и 1 женщина).